# Abschnittsbefestigung Schlösselberg
Die Abschnittsbefestigung Schlösselberg ist eine abgegangene Abschnittsbefestigung südlich des „Schlösselbergs“ bei Haag, einem Gemeindeteil der niederbayerischen Gemeinde Niederaichbach im Landkreis Landshut. Die Anlage wird als Bodendenkmal unter der Aktennummer D-2-7340-0210 als „verebneter Wall einer Abschnittsbefestigung vor- und frühgeschichtlicher Zeitstellung (Burgstall des Mittelalters)“ geführt.

## Beschreibung
Die Abschnittsbefestigung Schlösselberg liegt 450 m nordwestlich von Haag; 180 m westlich von ihr befindet sich der Burgstall Enzelberg  und 270 m nördlich der Burgstall Schlösselberg. Die Anlage liegt in einer zur Isar ansteigenden Talzunge zwischen dem Enzelberg und dem Schlösselberg.
Der Durchmesser der Anlage beträgt etwa 110 m.